# Popularitate

În sociologie, popularitatea se referă la cât de mult o persoană, o idee, un loc, un obiect sau alt concept este fie apreciat, fie înțeles de alte persoane. Plăcerea poate fi datorată simțirii reciproce, atracției interpersonale și a unor factori similari. Statutul social  se poate datora unei poziții dominante, superiorității și a altor factori similari. De exemplu, o anumită persoană poate fi considerată plăcută și, prin urmare, mai populară decât o altă persoană, iar o persoană înstărită poate fi considerată superioară și, prin urmare, mai populară decât o altă persoană. 
Există două tipuri principale de popularitate interpersonală: percepută și sociometrică. Popularitatea percepută este măsurată întrebând unele persoane care sunt cele mai populare sau importante persoane din grupul lor social  . Popularitatea sociometrică se determinată prin măsurarea obiectivă a numărului de conexiuni pe care o persoană le are cu alte persoane din grup. O persoană poate avea o popularitate ridicată percepută fără a avea popularitate sociometrică ridicată și invers.  
Potrivit psihologului Tessa Lansu de la Universitatea Radboud Nijmegen, „Popularitatea [are] legătură cu a fi punctul de mijloc al unui grup și a avea influență asupra acestuia”. 
A deveni popular este de obicei un obiectiv doar pentru elevii de liceu americani. În alte culturi, oamenii prețuiesc mai mult alte lucruri, cum ar fi să aibă unul sau doi prieteni apropiați, să mențină relații puternice cu familiile lor sau să-și păstreze idealurile. 

## Introducere

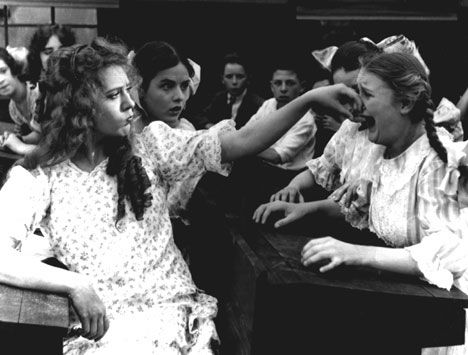
Din filmul silențios Rebecca din Sunnybrook Farm din 1917, această imagine arată o fată care se comportă cu agresivitate excesivă față de o altă fată.

Termenul de popularitate este împrumutat din termenul latin popularis, care însemna inițial „comun”. Definiția actuală a cuvântului popular, „ideea sau condiția de a fi plăcut de ceilalți oameni”, a apărut pentru prima dată în 1601. 
Deși popularitatea este o trăsătură adesea atribuită unui individ, ea este un fenomen social inerent și astfel poate fi înțeleasă doar în contextul grupurilor de oameni. Popularitatea este o percepție colectivă, iar indivizii raportează consensul sentimentelor unui grup față de un individ sau obiect atunci când evaluează popularitatea. Este nevoie de un grup de oameni cărora să le placă ceva, deci cu cât oamenii pledează pentru ceva sau pretind că cineva este cel mai plăcut, cu atât vor primi mai multă atenție și cu atât vor fi considerați mai populari. 
În pofida celor de mai sus, popularitatea ca și concept poate fi aplicată, atribuită sau direcționată către obiecte precum melodii, filme, site-uri web, activități, săpunuri, alimente etc. Împreună, aceste obiecte alcătuiesc colectiv cultura populară sau consensul preferințelor mainstream în societate. În esență, orice, uman sau non-uman, poate fi considerat popular. 

## Tipuri de popularitate interpersonală
Timp de mulți ani, cercetarea asupra popularității s-a concentrat pe o definiție a popularității bazată pe conceptul de a fi „simpatizat”. În cele din urmă, s-a descoperit că cei care sunt percepuți ca fiind populari nu sunt neapărat cei mai simpatizați, așa cum s-a presupus inițial. Atunci când elevilor li se oferă posibilitatea de a alege liber pe cei pe care îi plac cel mai mult și pe cei pe care îi percep ca fiind populari, apare o discrepanță deseori.  Aceasta este o dovadă că există două forme principale de popularitate personală pe care psihologia socială le recunoaște, popularitatea sociometrică și popularitatea percepută. 

### Popularitate sociometrică
Popularitatea sociometrică poate fi definită după cât de plăcut este un individ. Această plăcere este corelată cu comportamentele prosociale . Cei care acționează în moduri prosociale sunt susceptibili să fie considerați populari din punct de vedere sociometric. Adesea sunt cunoscuți pentru abilitățile lor interpersonale, empatia lor pentru ceilalți și disponibilitatea lor de a coopera non-agresiv.  Aceasta este o judecată mai privată, caracterizată prin probabilitate, care în general nu va fi împărțită în cadrul unui grup. Adesea, este imposibil de știut ce indivizi sunt populari pe această scară decât dacă se asigură confidențialitatea. 

### Popularitate percepută
Popularitatea percepută este utilizată pentru a descrie persoanele care sunt cunoscute printre colegii lor ca fiind populare. Spre deosebire de popularitatea sociometrică, popularitatea percepută este adesea asociată cu agresivitatea și dominanța și nu depinde de comportamentele prosociale. Această formă de popularitate este adesea explorată de mass-media populară. Printre lucrările notabile care se ocupă de popularitatea percepută se numără „ Girls Girls”, Odd Girl Out și Ferris Bueller’s Day Off . Persoanele care au perceput popularitatea sunt adesea foarte vizibile din punct de vedere social și frecvent imitate, dar rareori se fac plăcute de ceilalți.  Deoarece popularitatea percepută este o măsură a reputației vizibile și a emulării, această formă de popularitate este discutată în general în mod deschis, convenită în cadrul unui grup prin aspectele la care se referă majoritatea oamenilor atunci când numesc pe cineva popular. 

## Teorii cuprinzătoare
Până în prezent, o singură teorie cuprinzătoare a popularității interpersonale a fost propusă: cea a lui A.L. Freedman în cartea Popularity Explained . Modelul celor trei factori a propus încercări de a reconcilia cele două concepte de popularitate sociometrică și percepută prin combinarea lor ortogonală și oferirea de definiții distincte pentru fiecare. Făcând acest lucru, acest model reconciliază faptul contra-intuitiv conform căruia aprecierea nu garantează popularitatea percepută așa cum nici popularitatea percepută nu garantează simpatia celorlalți. 

### „Popularity explained”
Popularity Explained a fost publicată pentru prima dată ca blog înainte de a fi convertită într-o carte și diverse versiuni sunt disponibile online din 2013. 

#### Bazele conceptuale
Există patru concepte primare pe care se bazează popularitatea explicată . 
1. Simpatia și atracția sunt concepte diferite. Sentimentul interpersonal de „plăcere” nu este același cu „atracția” iar ambele sunt responsabile pentru comportamente umane diferite. Dovada neurologică a acestui fapt provine din cercetarea lui Kent C. Berridge și a modelului său de saliență stimulativ . Popularity explained extrapolează concluziile acestei cercetări și o aplică interacțiunilor interpersonale de la om la om.
2. O ierarhie a atracției interpersonale există în toate grupurile sociale. Popularity explained dezvoltă o definiție foarte largă a atracției interpersonale, afirmând că se bazează pe o multitudine de factori diferiți, dar în primul rând pe: statutul socioeconomic; asemănarea interpersonală; aspectul fizic; și eficacitatea. Este propus conceptul de „Ierarhie a atracției” care, în termeni simpli, reprezintă doar o curbă stilizată care ilustrează cât de atractivi sunt oamenii unii față de ceilalți în ceea ce privește un procent.
3. Atracția interpersonală (în sensul cel mai larg) are ca rezultat aportul energiei. Aportul energiei înglobează acțiunile interpersonale pe care un individ le întreprinde, în mod conștient și inconștient, atunci când experimentează o atracție interpersonală. Exemple de aporturi de energie menționate în carte includ: încercări de apropiere fizică; schimbări în comunicările verbale; modificări ale comunicării non-verbale; judecăți interpersonale părtinitoare; intruziune cognitivă; și ajutarea comportamentului.
4. Popularitatea sociometrică și cea percepută sunt corelate, dar nu echivalente. Combinând aceste două concepte, Popularity Explained definește opt tipuri de studenți prototipici care pot fi reprezentate pe un singur grafic.

#### Model celor trei factori
Potrivit lui Freedman, locul unui individ în peisajul social este determinat de o combinație de trei factori: ceea ce sunt; cine sunt; și situația. 
1. Ceea ce se referă la toate acele aspecte ale unei persoane care sunt obiective: participarea la sport, aspectul fizic etc. Popularitatea percepută este în primul rând rezultatul a ceea ce este o persoană. Este mediată de aportul energiei care se combină cu Ierarhia Atracției. Această primire preferențială a aportului de energie de către cei mai puțin selectați este ceea ce îi propulsează către partea „populară” a graficului care îmbină popularitatea sociometrică și percepută.
2. Cine se referă la personalitatea individului și la modul în care îi tratează pe ceilalți. Acest factor este responsabil pentru determinarea locului în care un student se află de-a lungul dimensiunilor „placut” și „neplăcut”. Cu cât este mai pro-social un individ, cu atât mai mult acesta va fi plăcut de ceilalți.
3. Situația se referă la circumstanțele în care un individ se regăsește. [8] [9] Circumstanțe diferite pot duce la rezultate sociale diferite. De exemplu, același elev poate fi perceput ca popular în contextul social al grupului de tineret bisericesc, dar nepopular în contextul social al școlii sale în ansamblu.

## Cauze interpersonale

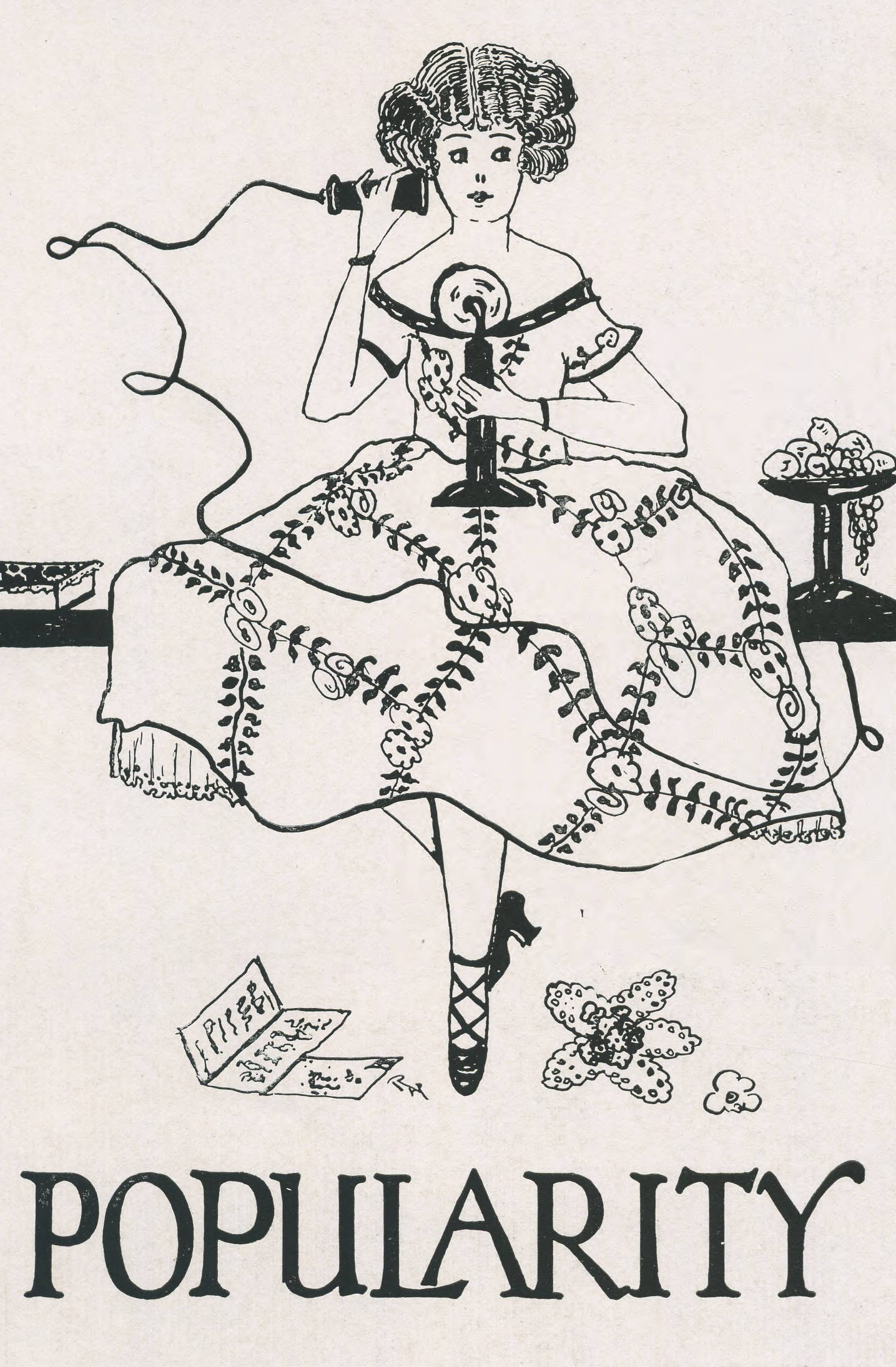
Lucrarea de artă „popularitate” prezentată în anuarul Locust din 1922, din Universitatea Normală de Stat din Texas

Una din teoriile cele mai agreate cu privire la ceea ce duce la un nivel crescut de popularitate pentru un individ este valoarea percepută pe care acea persoană o aduce grupului.  Pare să fie adevărat pentru membrii tuturor grupurilor, dar este demonstrat mai ales în grupurile care există pentru un scop specific. De exemplu, echipele sportive există cu scopul de a avea succes în competiții împotriva altor echipe sportive. Grupurile de studiu există astfel încât membrii grupului să poată beneficia reciproc de cunoștințele academice ale celorlalți. În aceste situații, liderii apar adesea, deoarece alți membri ai grupului îi percep ca adăugând mai multă valoare grupului în ansamblu. La o echipă de sport, acest lucru înseamnă că cei mai buni jucători sunt aleși de obicei căpitani și că în grupurile de studiu oamenii ar putea fi mai înclinați să placă un individ care are mai multe cunoștințe de împărtășit.  S-a susținut că acest lucru poate fi rezultatul tendințelor noastre evolutive de a favoriza persoanele care sunt cele mai dispuse să ajute în propria noastră supraviețuire. 
De asemenea, este de remarcat faptul că valoarea reală pe care un individ o aduce unui grup nu are consecințe în determinarea popularității sale; singurul lucru important este valoarea sa și cum este aceasta percepută de ceilalți membri ai grupului. Deși valoarea percepută și valoarea reală se pot suprapune adesea, aceasta nu este o necesitate și s-a demonstrat că există cazuri în care valoarea reală a unui individ este relativ scăzută, dar totuși sunt percepute ca fiind extrem de valoroase. 

### Atracție
S-a demonstrat că atractivitatea, în special atractivitatea fizică are efecte profunde asupra popularității.  Persoanele care sunt atractive din punct de vedere fizic sunt mai susceptibile să fie considerate ca având trăsături pozitive. Se așteaptă de la persoanele atractive să îndeplinească mai bine sarcinile beneficiind de mai multă încredere din parte celorlalți.  În plus, sunt apreciate că având multe alte trăsături pozitive, cum ar fi sănătatea mintală, inteligența, conștientizarea socială și dominanța. 
În plus, se presupune că persoanele care au o atracție peste medie sunt de asemenea peste valoarea medie a grupului. Cercetările arată că persoanele atractive sunt adesea percepute ca având multe trăsături pozitive bazate pe nimic altceva decât aspectul lor, indiferent de cât de exacte sunt aceste percepții.  Acest fenomen este cunoscut sub numele de efectul Halo  Acest lucru înseamnă că, pe lângă faptul că sunt mai plăcute, persoanele atractive sunt mai susceptibile să fie văzute ca aducând valoare reală grupului, chiar și atunci când acestea pot avea o valoare mică sau chiar deloc. În esență, persoanelor atrăgătoare din punct de vedere fizic li se oferă beneficiul îndoielii, în timp ce indivizii mai puțin atrăgători trebuie să demonstreze că aduc valoare grupului.  S-a demonstrat empiric că a fi atractiv fizic este corelat atât cu popularitatea sociometrică, cât și cu cea percepută. Unele explicații posibile pentru aceasta includ vizibilitatea socială crescută și un nivel crescut de toleranță pentru interacțiunile sociale agresive, care pot crește popularitatea percepută.  

### Agresiune
Gradul în care un individ este perceput ca fiind popular este adesea puternic corelat cu nivelul de agresiune cu care individul interacționează cu semenii săi. Există două categorii principale de agresiune, relațională și evidentă, ambele având consecințe diferite asupra popularității, în funcție de mai mulți factori, precum sexul și atractivitatea agresorului. 

#### Agresiunea relațională
Agresiunea relațională este o agresiune nonviolentă care dăunează emoțional altui individ. Exemple de activități relativ agresive includ ignorarea sau excluderea unui individ dintr-un grup, transmiterea insultelor personale unei alte persoane și răspândirea zvonurilor. Agresiunea relațională este mai frecvent utilizată de femei decât de bărbați. 
S-a constatat că agresivitatea relațională are aproape întotdeauna o relație puternic negativă cu popularitatea sociometrică, dar poate avea o relație pozitivă cu popularitatea percepută în funcție de nivelul perceput de atractivitate al agresorului. Pentru un agresor care este perceput ca fiind neatractiv, atât de către bărbați, cât și de către femei, agresiunea socială duce la o popularitate mai puțin percepută. Cu toate acestea, pentru un agresor atractiv, s-a constatat că agresiunea relațională are o relație pozitivă cu popularitatea percepută. 
Relația dintre atractivitate și agresivitate este în continuare legată de constatarea că nivelurile crescute de atractivitate fizică au scăzut în popularitatea sociometrică a indivizilor agresivi în relațiile lor. 
Pe scurt, cu cât este mai atractiv fizic un individ, cu atât este mai susceptibil să experimenteze niveluri scăzute de popularitate sociometrică, dar niveluri crescute de popularitate percepută pentru implicarea în activități relativ agresive. 

#### Agresiunea evidentă
Agresiunea evidentă este cea care implică indivizii care interacționează fizic între ei în acte cum ar fi împingerea, lovirea, sau provocarea în orice alt fel a unor vătămări fizice. Aceasta include amenințări violente și intimidarea fizică. 
S-a demonstrat că agresivitatea evidentă duce direct la popularitatea percepută atunci când agresorul este atractiv.  Experimentele care sunt controlate în temeiul atractivității fizice arată că indivizii care sunt atractivi și excesiv de agresivi au un grad mai mare de popularitate percepută decât persoanele atrăgătoare care nu sunt agresive. S-a constatat că este adevărat într-un grad mic pentru femei și un grad mare pentru bărbați. 
Indivizii atractivi care sunt excesiv de agresivi abia suferă consecințe în ceea ce privește popularitatea sociometrică. Există o diferență cheie între agresivitatea evidentă și cea relațională, deoarece agresiunea relațională are o relație puternic negativă asupra popularității sociometrice, în special pentru persoanele atractive. Pentru persoanele neatractive, există din nou o relație puternic negativă între agresiunea evidentă și popularitatea sociometrică.  Acest lucru înseamnă că indivizii atrăgători trebuie să obțină popularitatea percepută cu prețul unei  popularități sociometrice scăzute, fiind agresivi, în timp ce indivizii neatractivi au parte de o popularitate foarte puțin percepută din actele de agresiune excesivă, dar vor fi puternic penalizați în ceea ce privește popularitatea sociometrică. . 

### Factori culturali
Potrivit lui Talcott Parsons, așa cum este rescris de Fons Trompenaars, există patru tipuri principale de cultură,  marcate de: 
- dragoste / ură (Orientul Mijlociu, Mediterana, America Latină);
- aprobare / critică (Regatul Unit, Canada, Scandinavia, țările germanice);
- stimă / dispreț (Japonia, Asia de Est); și
- receptivitate / respingere (Statele Unite).

Doar cultura de receptivitate / respingere are ca rezultat încercarea continuă a adolescenților de a devini populari. Nu se depune efort pentru popularitate în Europa de Nord sau de Sud, America Latină sau Asia. Această legătură emoțională este specifică pentru liceele din Statele Unite . În culturile dragoste / ură, familia și prietenii apropiați sunt mai importanți decât popularitatea. În culturile de aprobare / critică, acțiunile sunt mai importante decât persoanele, astfel încât nu se dezvoltă legături puternice în timpul școlii. 

### Diferențe demografice

#### Maturitate
Popularitatea este evaluată în primul rând prin statutul social. Datorită importanței statutului social, colegii joacă rolul principal în luarea deciziilor sociale, astfel încât indivizii pot crește șansele ca alții să îi placă. Cu toate acestea, în copilărie, indivizii tind să facă acest lucru prin prietenie, știință și conduită interpersonală.  Până la vârsta adultă, munca și relațiile romantice devin mult mai importante. Această funcționare și câștig de popularitate de la egal la egal reprezintă un jucător cheie în creșterea interesului pentru rețelele sociale și grupurile de la locul de muncă. Pentru a reuși într-un astfel de mediu de muncă, adulții plasează popularitatea ca prioritate mai mare decât orice alt obiectiv, chiar romantismul. 

#### Sex
Aceste două tipuri de popularitate, popularitatea percepută și popularitatea sociometrică, sunt mai corelate pentru fete decât pentru băieți. Cu toate acestea, se spune că bărbații pot deține aceste calități într-o măsură mai mare, ceea ce îi face mai susceptibili de a fi un lideri, mai puternici și mai centrali într-un grup, fiind mai probabil ca femeile să fie excluse social.  Băieții tind să devină populari pe baza abilității atletice, a prospețimii lor, a durității și a abilităților interpersonale; cu toate acestea, cu cât este mai popular un băiat, cu atât mai slab acesta tinde să se descurce în mediul academic. Pe de altă parte, această viziune negativă asupra șriinței nu este deloc văzută la fetele populare, care câștigă popularitate pe baza familiei (în primul rând statutul socioeconomic), aspectului fizic și abilităților sociale. Băieții sunt, de asemenea, cunoscuți ca fiind mai competitivi și concentrați pe reguli, în timp ce fetele au o intimitate emoțională mai mare. 

#### Rasă
În unele cazuri, s-a constatat că în liceele cu elevi predominant albi, elevii atractivi care nu sunt albi sunt în medie semnificativ mai populari din punct de vedere sociometric decât elevii albi la fel de atractivi. O teorie care a fost prezentată pentru a explica acest fenomen este reprezentată de un grad ridicat de coeziune de grup în rândul studenților minoritari în comparație cu lipsa relativă de coeziune între membrii majorității. Din moment ce există mai multă coeziune, există o mai mare disponibilitate pentru ca o persoană să fie plăcută de mai multe persoane, deoarece toate sunt în contact. Aceasta acționează ca Legea Zipf, unde coeziunea este un factor confuzor care forțează legăturile mai mari ale minorității mai mici, determinându-le să fie mai observate și astfel mai populare.  Atunci când se consideră rasa ca un predictor pentru popularitatea percepută, întrebând o clasă de elevi cât de popular și important este fiecare dintre ei, elevii afro-americani au fost apreciați de colegii lor ca fiind cei mai populari. Popularitatea în rasă s-a dovedit a fi corelată cu atletismul și, deoarece afro-americanii au un stereotip de a fi mai buni la sport decât indivizii din alte rase, ei sunt considerați mai populari. În plus, copiii albi și hispanici au fost considerați mai populari, descurcându-se mai bine la școală și provenind dintr-un context socioeconomic mai ridicat. Nu doar un singur factor poate explica popularitatea, ci interacțiunea dintre mai mulți factori, cum ar fi rasa și atletismul față de mediul academic. 

## Efectele popularității la locul de muncă

### Importanță
Cele mai multe sarcini de la locul de muncă se realizează în echipe, ceea ce duce la o nevoie mai mare de oameni pentru a căuta și a simți aprobarea socială.  În mediile academice, un nivel social ridicat în rândul colegilor este asociat cu rezultate academice pozitive.   De asemenea, prin  intermediul popularității, elevii din mediile academice primesc mai mult ajutor, au relații și stereotipuri mai pozitive și sunt mai abordați de către semeni.  Deși aceasta cercetare se găsește în școli, este foarte probabil ca aceasta să fie generalizată și la un loc de muncă. 

### Beneficii
Popularitatea este pozitiv legată de satisfacția locului de muncă, performanța individuală a postului și performanța în grup.  Muncitorul popular, pe lângă faptul că se simte mai mulțumit de locul său de muncă, se simte mai sigur, consideră că are condiții de muncă mai bune, are încredere în managerul său și are mai multe oportunități pozitive de comunicare atât cu managementul, cât și cu ceilalți colegi, provocând un sentiment mai mare de responsabilitate și de apartenență la locul de muncă.  Alții preferă să lucreze cu persoane populare, mai ales în locuri de muncă manuală, deoarece, deși s-ar putea să nu fie cei mai cunoscători pentru acest loc de muncă, sunt abordabili, mai dispuși să ajute, cooperează în munca de echipă și sunt mai susceptibili să-și trateze colegii ca fiind egali cu ei. Dacă un angajat se simte binevoitor, genial, dar nu foarte independent, mai mulți oameni vor spune că preferă mai degrabă să lucreze cu acel angajat. 

### Factori care contribuie
În funcție de efectul de expunere simplă, angajații din poziții mai centrale care trebuie să se raporteze la mulți alți indvizi pe parcursul zilei, cum ar fi un manager, sunt mai susceptibili să fie considerați populari.  Există multe caracteristici care contribuie la popularitate: 
- Exprimându-se și acționând în moduri autentice - alții vor întoarce spatele dacă pot detecta că cineva nu este sincer cu ei
- Concentrându-se pe energia pozitivă - alții se vor simți prea secătuiți pentru a fi în jurul cuiva dacă interacțiunile lor nu sunt pornite pe o notă pozitivă sau dacă nu au empatie în împărtășirea noutăților pozitive ale altcuiva
- Tratarea celorlalți cu respect - altora nu le place să fie în preajma cuiva dacă nu sunt tratați în mod egal și recunoscuți pentru munca grea
- Crearea conexiunilor - alții au mai multe șanse să se apropie de indivizi cu care au relații puternice; acestea pot fi construite vorbind despre mai multe probleme personale, participând la adunările de lucru și comunicând în afara pereților biroului
- Răbdare - întoarcerea prea rapidă ignoră faptul că relațiile necesită timp pentru a se dezvolta, în special în mediile aglomerate și stresante, pe care munca adesea le determină.
- Încorporarea altora - alții au un sentiment de încredere și apartenență atunci când li se cere ajutor pentru un proiect [24]
- Lider implicat - Este o persoană care va face munca înaintea oricui, va fi primul care va face lucrurile mai puțin dorite și va avea o atitudine pozitivă în acest sens.

### Popularitatea liderului
Cu o concentrare mai mare asupra grupurilor de la locul de muncă, este esențial ca liderii să se ocupe eficient și să medieze grupurile pentru a evita ciocnirile. Uneori, un lider nu trebuie să fie popular pentru a fi eficient, dar există câteva caracteristici care pot ajuta un lider să fie mai acceptat și mai plăcut de cei din grupul său. Fără coeziunea de grup sau de echipă, nu există nicio corelație între leadership și popularitate; cu toate acestea, atunci când un grup este coeziv, cu cât cineva este mai sus în ierarhia de conducere, cu atât este mai popular din două motive.  În primul rând, un grup coeziv simte mai multă responsabilitate personală pentru munca membrilor acestuia, punând astfel mai multă valoare asupra unei performanțe mai bune. Membrii grupului coeziv văd liderii ca preluând cea mai mare parte a muncii și investind mult timp personal, astfel încât atunci când văd valoarea unui loc de muncă să poată atribui succesul lor liderului. Acest principiu de mare contribuție este perceput ca un avantaj deosebit pentru echipă, iar membrii îl văd pe lider într-o lumină mai favorabilă, câștigând popularitate.  În al doilea rând, grupurile coezive au valori de grup bine stabilite. Liderii pot deveni mai populari în aceste grupuri realizând și acționând asupra valorilor dominante ale grupurilor. Sprijinirea moralului și standardelor grupului duce la o evaluare pozitivă ridicată din partea grupului, ceea ce duce la popularitate. 

## Popularitatea obiectelor ca urmare a influenței sociale

### Cascade de informații
Popularitatea este un termen pe deplin aplicabil erei moderne datorită în primul rând tehnologiei rețelelor sociale. A fi „apreciat” a fost dus la un nivel complet diferit pe site-uri omniprezente, precum Facebook . 
Popularitatea este un fenomen social, dar poate fi atribuită și obiectelor cu care interacționează oamenii. Atenția colectivă este singura modalitate de a face ceva popular, iar cascadele de informații joacă un rol important în creșterea rapidă a popularității cuiva   . Clasificările lucrurilor din cultura populară, cum ar fi filmele și muzica, nu reflectă adesea gustul publicului, ci mai degrabă gustul primilor câțiva cumpărători, deoarece influența socială joacă un rol important în determinareaa a ceea ce este popular și ceea ce nu este printr-o cascadă de informații . 
Cascadele de informații au o influență puternică determinând imitarea de către indivizii a acțiunilor celorlalți, indiferent dacă sunt sau nu de acord. De exemplu, atunci când descarcă muzică, oamenii nu decid 100% independent ce melodii să cumpere. Adesea, ele sunt influențate de graficele care prezintă ce melodii sunt deja în trend. Deoarece oamenii se bazează pe ceea ce fac cei dinaintea lor, se poate manipula ceea ce devine popular în rândul publicului, manipulând clasamentele de descărcare ale unui site web.  Experții plătiți pentru a prezice vânzările nu reușesc adesea, dar nu pentru că nu sunt buni în ceea ce fac; în schimb, se datorează faptului că nu pot controla cascada de informații care apare după prima expunere de către consumatori. Muzica este, din nou, un exemplu excelent. Piesele bune rareori sunt interpretate slab pe topuri, iar melodiile slabe rareori sunt interpretate foarte bine, dar există o variație extraordinară care încă face dificilă prezicerea popularității oricărei melodii. 
Experții pot stabili dacă un produs va vinde în top 50% din produsele conexe sau nu, dar este dificil să fim mai specifici de atât. Datorită impactului puternic pe care îl are influența, aceste dovezi accentuează nevoia de marketing. Au o oportunitate semnificativă de a-și arăta produsele în cea mai bună lumină, cu cei mai faimoși oameni din mass media. O astfel de expunere constantă este un mod de a câștiga mai mulți adepți ai produsului. Comercianții pot face adesea diferența între un produs mediu și un produs popular. Cu toate acestea, întrucât popularitatea este construită în primul rând ca un consens general al atitudinii unui grup față de ceva, transmiterea prin viu grai reprezintă un mod mai eficient de a atrage atenția nouă. Site-urile și blogurile pornesc prin recomandări de la un prieten la altul, pe măsură ce se deplasează prin serviciile rețelelor sociale. În cele din urmă, când capriciul este suficient de mare, mass-media prinde nebunia. Această răspândire prin viu grai reprezintă cascada de informații sociale care permite să crească ceva în utilizare și atenție în întregul grup social, până când toată lumea spune tuturor delorlalți despre asta, moment în care este considerată populară. 
Indivizii se bazează, de asemenea, pe ceea ce spun alții atunci când știu că informațiile care le sunt furnizate ar putea fi complet incorecte. Acest lucru este cunoscut sub numele de groupthink . A te baza pe ceilalți pentru a-ți influența propriile decizii este o influență socială foarte puternică, dar poate avea impacturi negative. 

### Legea lui Zipf

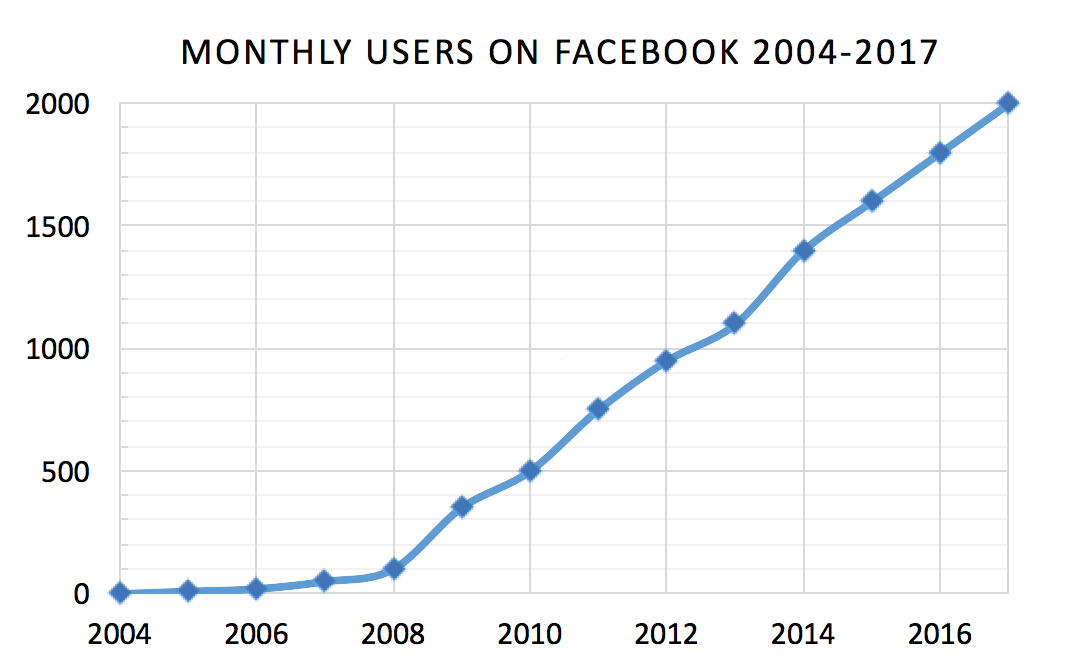
Popularitatea Facebook-ului de-a lungul timpului ilustrând Legea Zipf

Popularitatea multor lucruri diferite poate fi descrisă prin legea lui Zipf, care consideră că există o frecvență scăzută a cantităților foarte mari și o frecvență ridicată a cantităților mici. Aceasta ilustrează popularitatea multor obiecte diferite. 

De exemplu, există câteva site-uri web foarte populare, dar multe site-uri web au un număr mic de urmăritori. Acesta este rezultatul interesului; întrucât mulți oameni folosesc e-mail-ul, este ceva comun pentru site-uri precum Yahoo! să fie accesate de un număr mare de oameni; cu toate acestea, un mic subgrup de oameni ar fi interesat de un blog pe un anumit joc video . În această situație, doar Yahoo! ar putea fi considerat un site popular de către public.  În plus, acest lucru poate fi văzut în serviciile de rețele sociale, cum ar fi Facebook . Majoritatea oamenilor au aproximativ 130 de prieteni, în timp ce foarte puțini oameni au rețele sociale mai mari. Cu toate acestea, unele persoane au mai mult de 5.000 de prieteni. Acest lucru reflectă faptul că foarte puține persoane pot fi extrem de bine conectate, dar multe persoane sunt oarecum conectate. Numărul de prieteni pe care o persoană îl are, a fost o modalitate de a determina cât de popular este un individ, astfel încât numărul mic de persoane care au un număr extrem de mare de prieteni reprezintă un mod de a folosi serviciile de rețele sociale, precum Facebook, pentru a ilustra cum numai câteva persoane sunt considerate populare. 
 Oamenii populari pot să nu fie cei care sunt cei mai plăcuți din punct de vedere interpersonal de către colegii lor, dar ei primesc cea mai mare parte a comportamentului pozitiv din partea colegilor în comparație cu angajații nepopulari.  Acesta este rezultatul diferențelor dintre popularitatea sociometrică și cea percepută. Când sunt întrebați cine este cel mai popular, angajații răspund de obicei pe baza popularității percepute; cu toate acestea, ei preferă cu adevărat interacțiunile sociale cu cei care sunt mai populari din punct de vedere sociometric. Pentru ca fiecare individ să se asigure că este în concordanță cu consensul de popularitate al grupului, cei care au o popularitate ridicată percepută sunt tratați cu aceleași comportamente pozitive ca și cei care sunt mai interpersonali, dar în particular, plăcuți de anumite persoane. Angajații bine plăcuți sunt cei mai susceptibili  să obțină creșteri și promoții salariale, în timp ce angajații neplăcuți (nepopulari) sunt primii care își primesc salariul înapoi sau care sunt concediați în timpul recesiunilor.     

În timpul interacțiunilor cu ceilalți indivizi din mediul de muncă, cei mai populari primesc cel mai des comportamente de cetățenie organizațională (ajutor și amabilitate din partea celorlalți) și comportament de muncă mai puțin contrar (reacții nepoliticoase și informații reținute) decât cei care sunt considerați mai puțin populari la locul de muncă.  Colegii de muncă sunt de acord între ei cu privire la cine este și cine nu este popular și, ca grup, tratează mai favorabil colegii populari. Deși popularitatea s-a dovedit a fi un factor determinant în obținerea feedback-ului și interacțiunilor mai pozitive din partea colegilor, o astfel de calitate contează mai puțin în organizațiile în care volumul de muncă și interdependența sunt ridicate, cum ar fi domeniul medical.  
În multe cazuri, aspectul fizic a fost utilizat ca un indicator al popularității. Atractivitatea joacă un rol important în locul de muncă, iar aspectul fizic influențează angajarea, indiferent dacă locul de muncă ar putea beneficia sau nu de acest lucru. De exemplu, unele locuri de muncă, cum ar fi în domeniul vânzării, beneficiază de atractivitate când vine vorba de linia de jos, dar au existat multe studii care au arătat că, în general, atractivitatea nu este deloc un predictor valid pentru performanțele de la locul de muncă.  Multe persoane au crezut anterior că acesta este doar un fenomen în culturile mai individualiste ale lumii occidentale, dar cercetările au arătat că atractivitatea joacă un rol și în angajarea în culturile colective. Datorită prevalenței acestei probleme în timpul procesului de angajare în toate culturile, cercetătorii au recomandat formarea unui grup pentru a ignora astfel de influenți, la fel cum legislația a lucrat pentru a controla diferențele de sex, rasă și dizabilități.  

## Citire ulterioară
- „Relații interpersonale în rândul femeilor adolescente” # Donna Eder; Sociologia educației, vol. 58, nr. 3 (iul., 1985), pp.   154-165; Asociația Sociologică Americană .
- „Cum să fii popular” # Dr. AL Freedman; PopularityExplained.com, preluat la 19 iulie 2015.
- Popularitate Polinomial - tvtropes.org - Popularitatea pieselor de divertisment de-a lungul timpului